# 米努草
米努草（学名：[Minuartia regeliana] 错误：{{Lang}}：文本有斜体标记（帮助））为石竹科米努草属的植物。分布于蒙古、哈萨克斯坦、俄罗斯以及中国大陆的新疆等地，生长于海拔680米的地区，一般生于盐碱地、荒地及草原，目前尚未由人工引种栽培。